# Melcior de Ferrer i de Manresa
Melcior de Ferrer i de Manresa (Peralada, l'Alt Empordà, 1821 - la Bisbal d'Empordà, el Baix Empordà, 18 de maig de 1884) fou un compositor català, autor d'una variada obra que anava des de les peces corals a les simfòniques i instrumentals, passant pel lied, el motet i obres vocals de tema religiós, entre les quals destaquen dues misses de rèquiem, dues de glòria i un Stabat Mater (1873). Va escriure una òpera en dos actes, Giuditta que va ser estrenada el 1855 a Girona, i una sarsuela, Una broma pesada. També és autor de Primera fantasia (1843), d'una simfonia per a orgue i una Simfonia fúnebre, per a quatre mans.

## Biografia
De Ferrer va néixer en el si d'una família aristocràtica: sa mare era la cinquena marquesa de Puerto Nuevo. Va estudiar el batxillerat al col·legi dels jesuïtes de Niça, on va aprendre a tocar l'orgue. De seguida va interpretar alguna peça en diades assenyalades o durant la visita de personalitats de relleu. En aquest període va establir amistat amb el poeta Auguste Maistre i amb l'escriptor Theophile Blanc, que més tard seria canonge degà de la catedral de Perpinyà.
Un cop acabat el batxillerat es trasllada a Itàlia per estudiar dret a la Universitat de Bolonya i entra de ple en el ric ambient musical de l'època, cosa que estimulà encara més la seva vocació de compositor i intèrpret. En aquells moments la Itàlia melòmana s'entusiasma amb Rossini, Bellini i Donizetti, i comença a escoltar Verdi. Solera, un dels llibretistes de Verdi, és contractat també per Ferrer per escriure el text de la seva òpera. Va esdevenir un mestre de la composició. Amb una certa experiència, va tornar a Barcelona on va estudiar amb el cèlebre mestre de capella de Santa Maria del Mar, Josep Barba, el qual l'ajuda a escriure un interessant mètode de composició.
Melcior de Ferrer, cosmopolita i culte, es casa amb una pubilla bisbalenca d'un extens patrimoni, Pietat de Lloret i Ponach, i a partir d'aquell moment viu a la capital del Baix Empordà, on organitza vetllades familiars amb l'assistència de convidats per als quals compon tot un seguit de valsos i lieder amb acompanyament de piano. La majoria d'aquestes melodies tenien text en francès dels seus amics Maistre i Blanc. Aquest tipus de cançons estaven de moda en les cases senyorials de l'alta burgesia i de les corts reials d'arreu d'Europa a finals del segle xix.
Sembla que Ferrer va exercir la seva influència per tal que Joan Carreras i Dagàs es desplacés a la Bisbal per ser l'organista de la parròquia. Aquest fet és significatiu si tenim en compte que Carreras fundaria una escola de música amb molt de prestigi i decisiva en la formació de bons instrumentistes i en la posterior fundació de la cobla la Principal de la Bisbal.
Com a curiositat, Ferrer va escriure el 1867, en català, el Llibre de guisados, un receptari amb plats escollits particularment de la cuina estrangera, en el qual ens ofereix 83 receptes amb diverses mostres de la cuina italiana i francesa d'aquell moment. El llibre també conté un mostrari de plats de la cuina i de rebosteria catalana. Ferrer era considerat un dels més importants propietaris de la zona, ja que figurava en quinzè lloc entre els cinquanta hisendats de les comarques que envolten Girona, segons publicava un Butlletí Oficial de la província de Girona de l'any 1872.
Els darrers anys de la seva vida va alternar les estades a la Bisbal amb llargues temporades al carrer de la Riera de Sant Joan de Barcelona.
Melcior de Ferrer va morir a la Bisbal el 18 de maig de 1884 després d'enllestir la revisió del rèquiem, compost arran de la mort de la sa mare, per a ell mateix. S'estrenava solemnement uns dies després en el funeral que se celebrà a la catedral de Barcelona. El papa Lleó XIII li havia atorgat el títol pontifici de baró de Ferrer l'any 1881.

## Obra
La seva obra és extensa i variada, i pertany clarament a l'estètica romàntica, amb acurades i recreades melodies, temes sentimentals, a voltes amorosos i d'altres fúnebres. Dins d'aquest corrent, els textos religiosos s'adeien bé als romàntics, com l'Stabat Mater que Ferrer compongué per a la Societat Filharmònica i que s'estrenà per la Setmana Santa de 1948; és una de les peces més reeixides de la seva producció. Els diaris del dia 21 d'abril d'aquell any, com el Diari de Barcelona i El Fomento, hi dediquen tota mena de lloances, tant pel que fa a la composició com a la interpretació. Fa també incursions en la música escènica, amb l'òpera Giuditta, estrenada l'any 1985 al Teatre Municipal de Girona, i la sarsuela Una obra pesada. Se'n coneixen també quatre misses, dues de glòria i dues de rèquiem.
Ferrer, malgrat que actualment roman pràcticament en l'oblit, va gaudir de molta fama i les seves obres van formar part dels repertoris de les principals capelles de música de Barcelona i de tota Catalunya, al costat d'autors de renom. Es conserven obres seves als fons musicals de la catedral-basílica de Terrassa (TerC), parròquia de Santa Maria de Mataró (MatC), catedral de Tarragona (TarC), Salvador d'Horta Bofarull (SHB), basílica de Castelló d'Empúries (CdE) i fons Casa Carles (GiCar).